# Peter Takaaki Hirayama
Peter Takaaki Hirayama (japanisch ペトロ 平山 高明, Petoro Hirayama Takaaki; * 31. März 1924 in Gyeongseong (heute Seoul), Korea; † 15. Juli 2023 in Ōita) war ein japanischer Geistlicher und römisch-katholischer Bischof von Ōita.

## Leben
Peter Takaaki Hirayama besuchte die Kaisei Junior High School in Nagasaki und erlangte später am Agricultural and Forestry College in Miyazaki einen Abschluss im Bereich Tierzucht. Anschließend arbeitete er einige Jahre bei der Asō Group im landwirtschaftlichen Bereich. Ab April 1950 studierte Hirayama Philosophie und Katholische Theologie am Priesterseminar in Fukuoka. Am 19. März 1957 empfing er durch den Bischof von Fukuoka, Dominic Senyemon Fukahori, das Sakrament der Priesterweihe für das Bistum Fukuoka.
Hirayama war nach der Priesterweihe zunächst als Hochschulseelsorger in Fukuoka tätig, bevor er im August 1958 Pfarrvikar an der Kathedrale Unsere Liebe Frau vom Siege in Fukuoka wurde. 1960 wurde er für weiterführende Studien nach Frankreich entsandt, wo er 1962 am Institut Catholique de Paris einen Master im Fach Religionspädagogik erwarb. Nach der Rückkehr in seine Heimat war Hirayama persönlicher Sekretär des Bischofs von Fukuoka, Dominic Senyemon Fukahori. Von 1964 bis 1967 wirkte er als Pfarrvikar in Kokura. Ab 1967 war Hirayama Pfarrer in Kumamoto.
Papst Paul VI. ernannte ihn am 15. November 1969 zum Bischof von Ōita. Der Apostolische Pro-Nuntius in Japan, Erzbischof Bruno Wüstenberg, spendete ihm am 25. Januar 1970 in der Kathedrale St. Franz Xaver in Ōita die Bischofsweihe; Mitkonsekratoren waren Peter Saburō Hirata PSS, Bischof von Fukuoka, und Dominic Senyemon Fukahori, emeritierter Bischof von Fukuoka. In der Japanischen Bischofskonferenz leitete Hirayama ab 1974 zudem die Kommissionen für die Migranten, für die Bildung, für die Katechese und für das Laienapostolat. Ferner fungierte er als stellvertretender Vorsitzender der Sonderkommission für die Seligsprechungsprozesse.
Am 12. Juni 2000 nahm Papst Johannes Paul II. sein altersbedingtes Rücktrittsgesuch an. Von Juni 2008 bis Juni 2017 wirkte Hirayama als Regens des Priesterseminars Redemptoris Mater für Japan des Neokatechumenalen Wegs in Rom. Anschließend kehrte er nach Japan zurück und lebte fortan in einem Haus für Ruhestandsgeistliche in Ōita, wo er im Juli 2023 starb.